# Sambongrejo (Ngawen)
Sambongrejo is een bestuurslaag in het regentschap Blora van de provincie Midden-Java, Indonesië. Sambongrejo telt 2142 inwoners (volkstelling 2010).